# Alexander Volberg

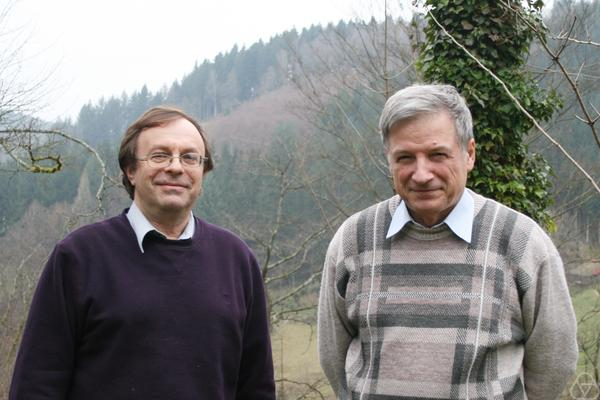
Alexander Volberg (links)

Alexander Volberg (russisch Александр Львович Вольберг; * 6. März 1956 in Leningrad)  ist ein russisch-US-amerikanischer Mathematiker.
Volberg wurde 1981 am Steklow-Institut in Leningrad bei Nikolai Nikolski promoviert (Completeness of Rationals in weighted {\displaystyle L_{p}} spaces). Er ist seit 1991 Professor (zurzeit Distinguished University Professor)  an der Michigan State University. 2007/2008 war er Edmund Whittaker Professor an der University of Edinburgh. Er war außerdem unter anderem Gastprofessor am MSRI, dem Erwin-Schrödinger-Institut für Mathematische Physik, der Universität Bordeaux, der Stanford University, am Institute for Advanced Study (2004), am Caltech (1997, 2001), am IPAM der UCLA und der Universität Paris VI.
Er befasst sich mit singulären Integralen, komplexer Analysis, harmonischer Analysis und Operatortheorie.
1988 erhielt er den Salem-Preis und war 2005 Lars Onsager Professor am Norwegischen Institut für Technologie. 1990 war er Gastredner auf dem Internationalen Mathematikerkongress in Kyōto (Asymptotically holomorphic functions and their use in analysis).